# Austrotritia lebronneci
Austrotritia lebronneci är en kvalsterart som först beskrevs av Arthur P. Jacot 1934.  Austrotritia lebronneci ingår i släktet Austrotritia och familjen Oribotritiidae.

## Underarter
Arten delas in i följande underarter:
- A. l. lebronneci
- A. l. crassiori
- A. l. flagelloides
- A. l. tahitiana